# 中國香港汽車會

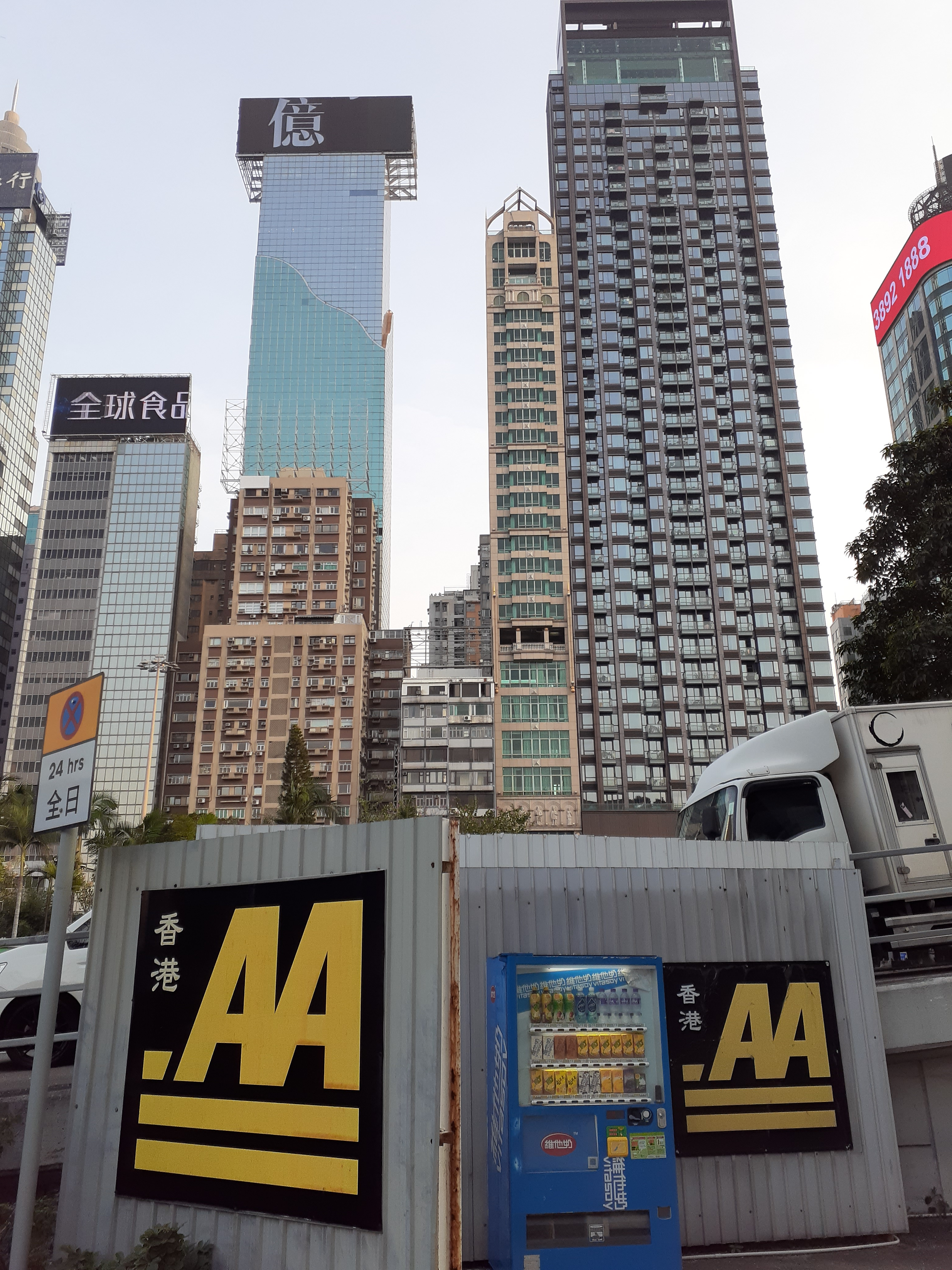
中國香港汽車會

中國香港汽車會（英語：Hong Kong, China Automobile Association）是香港的一個非牟利機構，負責服務會員，管理及推行有關汽車的活動。中國香港汽車會是國際汽車聯會及國際電單車聯會（FIM）之會員，及香港唯一可以簽發賽車賽事証件的認可機構。現任會長為李耀培。

## 歷史
香港汽車會成立於1918年，自1950年代起參與賽車活動。現時每年都會定期舉辦香港房車錦標賽。
2015年1月6日，香港賽車手李秉輝不滿香港汽車會指控他於2014年4月至6月參加在馬來西亞雪邦國際賽道舉行的汽車挑戰賽中違規而取消他全部8場賽事的獲獎資格，因而入稟香港高等法院，罕有地要求法庭介入事件，就體育運動賽例和戰果作出仲裁，以恢復他的得獎名次和獎項。此外，他亦就事件控告香港汽車會誹謗，要求法庭頒令，禁止該會繼續發布誹謗他的賽果表和賠償他的損失。香港汽車會最終被判敗訴並且要向李秉輝賠償298,000元港幣。
2023年5月14日，香港汽車會召開特別會員大會，通過更改會名由香港汽車會（Hong Kong Automobile Association）改為中國香港汽車會（Hong Kong, China Automobile Association）。